# Statut d'autonomie des Asturies
Lire en ligne

boe.es

La loi organique 7/1981, du 30 décembre, portant statut d'autonomie de la principauté des Asturies (en espagnol : Ley Orgánica 7/1981, de 30 de diciembre, de Estatuto de Autonomía del Principado de Asturias), plus couramment appelée statut d'autonomie des Asturies (en espagnol : Estatuto de Autonomía para Asturias), est une loi organique espagnole qui constitue le statut d'autonomie de la communauté autonome de la principauté des Asturies.
Entrée en vigueur le 31 janvier 1982, elle a été révisée à trois reprises.

## Cadre
La Constitution du royaume d'Espagne du 27 décembre 1978 reconnaît « et garantit le droit à l'autonomie des nationalités et des régions qui la composent ».
Dans son article 143, elle dispose que « Dans l'exercice du droit à l'autonomie reconnu à l'article 2 [...], les provinces constituant une entité régionale historique pourront accéder à l'autogouvernement et se constituer en communautés autonomes conformément aux dispositions [...] de leurs statuts respectifs. ». L'article 147 précise que « les statuts sont la norme institutionnelle fondamentale de chaque communauté autonome et l'État les reconnaît et les protège comme partie intégrante de son ordre juridique. ».

## Historique

### Régime d'autonomie provisoire
La province d'Oviedo accède à un régime provisoire d'autonomie en octobre 1978, avec la promulgation d'un décret-loi créant le Conseil régional des Asturies (en espagnol : Consejo Regional de Asturias). Il comprend initialement 15 membres : 14 parlementaires désignés à la proportionnelle du résultat des élections générales et un représentant de la députation provinciale. Le Conseil est officiellement installé le 11 novembre suivant lors d'une cérémonie à Cangas de Onís, en présence du ministre Manuel Clavero Arévalo, sous la présidence du socialiste Rafael Fernández.

### Élaboration du projet
Le 1er juin 1979, trois mois après les élections générales et un mois après les élections municipales, les partis politiques représentés aux Cortes Generales se mettent d'accord à Gijón pour lancer le processus d'autonomie des Asturies. Dix jours plus tard, l'UCD, le PSOE et le PCE souscrivent un pacte politique pour constituer une commission d'élaboration du statut d'autonomie, celle-ci devant au préalable décider si la création de la future communauté autonome doit se faire par l'article 151 ou l'article 143. Une semaine plus tard, le socialiste Rafael Fernández est réélu président du Conseil régional — désormais formé de 28 membres — en vertu d'un accord passé entre centristes et socialistes qui permet également de répartir les responsabilités entre la députation provinciale et le Conseil,.
Les partis politiques parlementaires désignent le 25 juin suivant leurs six représentants au sein de la commission de rédaction de l'avant-projet de loi du statut d'autonomie, qui prend le surnom de « commission des 24 » (Comisión de los 24). La commission décide de d'instituer une sous-commission technique chargée de proposer une première ébauche. Comme elle comprend deux membres par parti, elle reçoit le sobriquet de « commission des 8 » (Comisión de los 8). Quatre mois plus tard, constatant que les centristes refusent le recours à l'article 151 de la Constitution, l'UCD, le PSOE et le PCE s'accordent pour activer le processus prévu à l'article 143, leur pacte précisant que la future communauté autonome exercera l'intégralité des compétences pouvant être accordées aux territoires régionaux en vertu de l'article 148.
Lors de la session extraordinaire du 1er décembre 1979, le Conseil régional supplante la députation provinciale pour lancer l'initiative du processus d'autonomie, conformément à la première disposition transitoire de la Constitution. Entre le 6 décembre suivant et le 18 janvier 1980, 72 communes représentant 95 % du corps électoral de la province approuvent le déclenchement du processus de décentralisation tel que proposé par le Conseil. Par ailleurs, du 17 décembre 1979 au 13 janvier 1980, l'avant-projet de statut est par ailleurs soumis à information du public jusqu'au 13 janvier 1980.

### Adoption
Le 18 janvier 1980, la députation souscrit à son tour au projet d'accès à l'autonomie. Aussitôt se constitue l'Assemblée de rédaction du projet, formée par les parlementaires et députés provinciaux. Prenant en considération le texte de la commission des 24, elle valide le 12 avril un projet de statut d'autonomie par 41 voix pour et deux contre. Alors que l'Alliance populaire (AP) décrit le projet comme « issu de la gauche parlementaire avec le soutien de l'UCD » et dénonce la grave erreur que suppose la disparition de la députation provinciale, les centristes votent finalement pour après une intervention du ministre du Travail Rafael Calvo Ortega, mais leur porte-parole Emilio García Pumariño confirme que subsistent certains désaccords avec les socialistes.
Remis le 21 avril suivant au Congrès des députés, il est publié un mois plus tard au Bulletin officiel des Cortes Generales. Le groupe de travail installé par la commission constitutionnelle rend son rapport le 8 avril 1981 et la commission remet le sien trois mois plus tard. Le 1er octobre, le projet de loi organique est approuvé en séance plénière par 231 voix pour et 21 abstentions issues du groupe des députés communistes, étant alors le premier projet de statut d'autonomie adopté en vertu de l'article 143 de la Constitution,.
Envoyé au Sénat, le projet subit quelques modifications au niveau des compétences accordées à la principauté des Asturies avant d'être adopté le 1er décembre. Du fait de versions divergentes, le statut revient au Congrès où il est confirmé — avec le rejet d'une seule modification sénatoriale — le 15 décembre par 279 suffrages favorables, le Parti communiste faisant cette fois-ci le choix de valider le projet.

## Contenu

### Principes généraux
Le statut constitue la province d'Oviedo en communauté autonome sous le nom de « principauté des Asturies » (Principado de Asturias). Il crée la Junte générale, chargée de l'exercice du pouvoir législatif, du pouvoir fiscal et budgétaire et du contrôle du gouvernement ; le président de la principauté, chef du pouvoir exécutif et plus haut représentant du territoire ; et le conseil de gouvernement. Il reconnaît la nécessité de protéger et promouvoir la langue asturienne (bable), la forme juridique de la paroisse rurale — forme d'organisation territoriale infra-communale — et impose aux autorités régionales de conserver et compiler le droit coutumier propre aux Asturies.

### Structuration
Le statut d'autonomie est organisé ainsi : 
| Partie                      | Titre                                                      | Articles                    | Contenu |
| --------------------------- | ---------------------------------------------------------- | --------------------------- | --- |
| Titre préliminaire          | Titre préliminaire                                         | 1-9                         | Proclamation de l'autonomie, territoire, symboles, reconnaissance de l'asturien, capitale, citoyenneté            |
| Titre I                     | Des compétences de la principauté des Asturies             | 10-21                       | Compétences exclusives, de développement, d'exécution, droit coutumier, coopération inter-territoriale            |
| Titre II                    | Des organes institutionnels de la principauté des Asturies | 22-35bis                    | Compétences, fonctions, pouvoirs et organisation de la Junte générale, du président et du conseil de gouvernement |
| Titre IIbis                 | Des organes auxiliaires de la principauté des Asturies     | 35ter-35quater              | Cour des comptes et conseil consultatif                                                                           |
| Titre III                   | De l'administration judiciaire                             | 36-41                       | Tribunal supérieur de justice, compétence des juridictions dans le ressort des Asturies                           |
| Titre IV                    | Économie et finances                                       | 42-51bis                    | Autonomie financière, patrimoine, fiscalité, loi de finances                                                      |
| Titre V                     | Du contrôle sur l'activité des organes de la principauté   | 52-55                       | Soumission au Tribunal constitutionnel et au Tribunal des comptes                                                 |
| Titre VI                    | De la réforme du statut                                    | 56-56bis                    | Modalités de révision du statut                                                                                   |
| Dispositions additionnelles | Dispositions additionnelles                                | Dispositions additionnelles | Impôts cédés par l'État                                                                                           |
| Dispositions transitoires   | Dispositions transitoires                                  | Dispositions transitoires   | Conditions des transferts de compétences                                                                          |